# Nyköpings fögderi
Nyköpings fögderi avsåg den lokala skattemyndighetens verksamhetsområde i nuvarande Nyköpings, Oxelösunds och Trosa kommuner mellan åren 1885 och 1991. Efter detta år omorganiserades skatteväsendet och fögderierna ersattes av en skattemyndighet för varje län - i detta fall den för Södermanlands län. År 2004 gick verksamheten upp i det nybildade Skatteverket.
Nyköpings fögderi föregicks av flera mindre fögderier, vilka sedermera även delvis hamnade under Katrineholms fögderi.
- Södermanlands läns första fögderi (1720-1885) (Delar av Jönåkers härad senare under Katrineholms fögderi)